# Fernando San Román
Fernando Sebastian San Román Bascuñán (Tocopilla, 9 de abril de 1985) es un comunicador social y político chileno. Entre 2012 y 2016 ejerció como alcalde de Tocopilla.

## Biografía
Nació el 9 de abril de 1985 en Tocopilla. Es hijo de Fernando San Román Rojas (eléctrico) y de Eliana Bascuñán Salas. Sus primeros estudios los realizó en el Colegio Sagrada Familia para después acceder al Liceo Domingo Latrille. Estudió tres semestres académicos de Periodismo en la Universidad Católica del Norte, carrera que tuvo que abandonar por dificultades económicas. 
Tiene un hijo de nombre Sebastián, con María Eugenia Ramírez, de quien se encuentra divorciado desde 2017, residiendo actualmente en Antofagasta junto a su pareja Eric Bahamondes Torres (fallecido el 28 de abril de 2022 de V.I.H) y dirigiendo el portal electrónico de noticias El Regionalista.
Se define bisexual. Salió del armario en julio de 2019 en una entrevista dada a El Mercurio de Antofagasta.

## Carrera política
Durante muy joven comenzó a involucrarse en temas sociales y políticos. sus años en el Liceo, creó junto a Raúl Zúñiga el periódico “El Polémico”, medio de comunicación independiente, y germen de lo que en Calama sería “El Zorro Polémico” y “La Alternativa” de Antofagasta y Mejillones.
Desde entonces se destacó en la lucha contra la contaminación de Tocopilla, encabezando junto a otros pobladores las primeras manifestaciones contra el uso de elementos cancerígenos en las termoeléctricas. Hoy se le reconoce como uno de los primeros que puso el grito de alerta sobre esta grave problemática -junto al Movimiento Tocopilla Vuelve- cuando nadie tomaba en cuenta las consecuencias de las emisiones de material particulado en los habitantes de la comuna. Hoy la ciudad es una Zona Saturada de Contaminación, incluida en el plan de descarbonización que vive Chile que programa el cierre de termoeléctricas con base en carbón al 2040, organizaciones sociales y medioambientales exigen su cierre para el 2030. 
En agosto de 2013 la comuna se movilizó exigiendo médicos especialistas para la ciudad, en donde por más de 15 años no nacían Tocopillanas/os, ante la ausencia de personal especializado, debiendo ser atendidas en Antofagasta, ante esto y debido además al abandono histórico del puerto salitrero por el Estado, la sociedad civil encabezada por juntas de vecinos, gremios de pirquineros, pescadores, taxis colectivos, camioneros y estudiantes, liderados por el entonces Alcalde Fernando San Román, realizaron multitudinarias marchas en protesta, bloqueando caminos y exigiendo la solución a las problemáticas, el 9 de agosto llega el ministro de Salud de ese entonces Jaime Mañalich, cediendo a los requerimientos de la comunidad. 
En febrero de 2018 San Román junto con Eric Bahamondes, fundan y dirigen el medio en línea El Regionalista, sitio de noticias que ha denunciado hechos de corrupción política, el abuso empresarial y una férrea defensa de los derechos humanos, los pueblos originarios, el medio ambiente, el feminismo y la disidencia y diversidad sexual, siendo en la actualidad uno de los principales portales electrónicos de noticias en la región. 
San Román ha participado en dos procesos electorales previamente al que resultó elegido Alcalde. El 2008 obtuvo un 11% en las municipales y el 2009 fue la segunda mayoría en Tocopilla como candidato a Diputado, obteniendo un 26% de apoyo en las urnas. Finalmente, el 2012 fue elegido alcalde con el 35% de los votos, lo que con 27 años lo convirtió en el alcalde varón más joven de Chile.
También es presidente del Movimiento Tocopilla Vuelve y participa en ChaoCarbón, coalición ciudadana de organizaciones socioambientales de todo el país, cuyo objetivo es lograr el cierre de las termoeléctricas a carbón antes del 2030, para reducir emisiones que generan calentamiento global y reducir la contaminación en las zonas de sacrificio de Tocopilla, Mejillones, Huasco, Puchuncaví-Quintero y Coronel. Además tiene participación en la Coordinadora de Organizaciones por la diversidad y disidencia sexual de Antofagasta, fundada en 2019, organización que coordina el trabajo de varias agrupaciones activistas Lgbtiq+ de la comuna de Antofagasta.
Desde el inicio del estallido social que movilizó a millones de Chilenos/as, San Román dio cobertura completa a estas masivas manifestaciones que aún en la actualidad se realizan en Chile y en particular Antofagasta, denunciando graves vulneraciones a los derechos humanos por parte del Gobierno del presidente Sebastián Piñera, ratificadas por varios informes de organizaciones internacionales que abordan el tema, obviamente ligadas a sectores de izquierda, como la alta Comisionada de las Naciones Unidas

## Historial electoral

### Elecciones municipales de 2008
- Elecciones municipales de Chile de 2008 para la comuna de Tocopilla

| Candidato                   | Partido  | Votos | Porcentaje |   |
| --------------------------- | -------- | ----- | ---------- | - |
| Fernando San Román Bascuñán | Ind.-PRO | 1113  | 10,82%     |   |
| Luis Moyano Cruz            | Ind.-PDC | 5218  | 50.72%     | * |
| Hugo Herrera Maffet         | Ind.     | 1747  | 16,98%     |   |
| Daniela Vecchiola Riquelme  | UDI      | 464   | 4,51%      |   |
| Esteban Ampuero Allendes    | Ind.     | 1428  | 13,88%     |   |
| Eduardo Rojas Ardiles       | Ind.     | 317   | 3,08%      |   |

(Fuente: SERVEL)

### Elecciones parlamentarias de 2009
- Elecciones parlamentarias de 2009 a diputado por el distrito 3 (Calama, María Elena, Ollagüe, San Pedro de Atacama y Tocopilla)[3]

| Candidato                   | Pacto                                            | Partido | Votos  | %     | Resultado |
| --------------------------- | ------------------------------------------------ | ------- | ------ | ----- | --------- |
| Felipe Ward Edwards         | Coalición por el Cambio                          | UDI     | 24 618 | 37,36 | Diputado  |
| Marcos Espinosa Monardes    | Concertación y Juntos podemos por más democracia | PRSD    | 16 223 | 24,62 | Diputado  |
| Mirta Jesús Moreno          | Chile Limpio. Vote Feliz                         | PRI     | 9456   | 14,35 |           |
| Rodolfo Seguel Molina       | Concertación y Juntos podemos por más democracia | PDC     | 7060   | 10,72 |           |
| Fernando San Román Bascuñán | Chile Limpio. Vote Feliz                         | MAS     | 2918   | 4,43  |           |
| Julio Ramos Ossandón        | Nueva Mayoría para Chile                         | ILC     | 2712   | 4,12  |           |
| Gerardo Castro Cortés       | Coalición por el Cambio                          | CH1     | 1835   | 2,79  |           |
| Pablo Onell Aracena         | Nueva Mayoría para Chile                         | PH      | 1064   | 1,61  |           |

### Elecciones municipales de 2012
- Elecciones municipales de Chile de 2012 para la comuna de Tocopilla

| Candidato                   | Partido | Votos | Porcentaje |   |
| --------------------------- | ------- | ----- | ---------- | - |
| Fernando San Román Bascuñán | IND-PRO | 3073  | 34,07%     | * |
| Jorge Peralta Villagra      | PDC     | 727   | 8,06%      |   |
| Giovanna Rossi Bizjak       | UDI-RN  | 2382  | 26,42%     |   |
| Osvaldo Villacorta Toro     | IND     | 174   | 1,92%      |   |
| Hugo Herrera Maffet         | IND     | 924   | 10,28%     |   |
| Luis Moyano Cruz            | IND     | 1739  | 19,28%     |   |

(fuente : &atras=false&tabIndex=0.html/ SERVEL (enlace roto disponible en Internet Archive; véase el historial, la primera versión y la última).

### Elecciones parlamentarias de 2017
- Elecciones parlamentarias de 2017 a Diputado por el distrito 3 (Antofagasta, Calama, María Elena, Mejillones, Ollagüe, San Pedro de Atacama, Sierra Gorda, Taltal y Tocopilla)[4]

| Candidato                   | Pacto                        | Partido | Votos  | %    | Resultados |
| --------------------------- | ---------------------------- | ------- | ------ | ---- | ---------- |
| Paulina Núñez Urrutia       | Chile Vamos                  | RN      | 37 764 | 23.3 | Diputada   |
| Marcela Hernando Pérez      | La Fuerza de la Mayoría      | PRSD    | 14 823 | 9.1  | Diputada   |
| Esteban Velásquez Núñez     | Coalición Regionalista Verde | FRVS    | 10 063 | 6.2  | Diputado   |
| Jaime Araya Guerrero        | La Fuerza de la Mayoría      | IND-PPD | 8984   | 5.5  |            |
| Marcos Espinosa Monardes    | La Fuerza de la Mayoría      | PRSD    | 6595   | 4.1  |            |
| Catalina Pérez Salinas      | Frente Amplio                | RD      | 6098   | 3.8  | Diputada   |
| Fernando San Román Bascuñán | Frente Amplio                | PH      | 5732   | 3.5  |            |
| Luis Caprioglio Rabello     | La Fuerza de la Mayoría      | PS      | 5666   | 3.5  |            |
| Antonino Parisi Fernández   | Coalición Regionalista Verde | DRP     | 5511   | 3.4  |            |
| José Miguel Castro Bascuñán | Chile Vamos                  | RN      | 5181   | 3.2  | Diputado   |

### Elecciones parlamentarias de 2021
- Elecciones parlamentarias de 2021 a Diputado por el distrito 3 (Antofagasta, Calama, María Elena, Mejillones, Ollagüe, San Pedro de Atacama, Sierra Gorda, Taltal y Tocopilla)[5]

| Candidato                     | Pacto                   | Partido  | Votos  | %    | Resultado |
| ----------------------------- | ----------------------- | -------- | ------ | ---- | --------- |
| Catalina Pérez Salinas        | Apruebo Dignidad        | RD       | 13 199 | 7.24 | Diputada  |
| Sebastián Videla Castillo     | Nuevo Pacto Social      | IND-PL   | 12 238 | 6.72 | Diputado  |
| Yovana Ahumada Palma          | Partido de la Gente     | PDG      | 11 850 | 6.50 | Diputada  |
| Jaime Araya Guerrero          | Nuevo Pacto Social      | IND-PPD  | 11 619 | 6.38 | Diputado  |
| César Rojas Toro              | Partido de la Gente     | PDG      | 9332   | 5.12 |           |
| Sacha Razmilic Burgos         | Chile Podemos Más       | EVO      | 9230   | 5.06 |           |
| José Miguel Castro Bascuñán   | Chile Podemos Más       | RN       | 8653   | 4.75 | Diputado  |
| Arturo Molina Henríquez       | Nuevo Pacto Social      | PDC      | 7627   | 4.19 |           |
| Marcela Ruz Andrade           | Frente Social Cristiano | PRCh     | 6730   | 3.69 |           |
| Ledy Osandón Ferrer           | Chile Podemos Más       | IND-RN   | 6251   | 3.43 |           |
| Pablo Iriarte Ramírez         | Apruebo Dignidad        | PCCh     | 5799   | 3.18 |           |
| Nargaret Cristi Cariaga       | Partido de la Gente     | PDG      | 5015   | 2.75 |           |
| María Angélica Ojeda González | Apruebo Dignidad        | PCCh     | 4883   | 2.68 |           |
| Yerko Alexis Cortés Rojas     | Partido de la Gente     | PDG      | 4739   | 2.60 |           |
| Fernando San Román Bascuñán   | Apruebo Dignidad        | IND-FRVS | 4569   | 2.51 |           |